# Hyphydrus caffer
Hyphydrus caffer är en skalbaggsart som beskrevs av Karl Henrik Boheman 1848. Hyphydrus caffer ingår i släktet Hyphydrus och familjen dykare. Inga underarter finns listade i Catalogue of Life.